# Frank Arthur Calder
Pour les articles homonymes, voir Calder.
Frank Arthur Calder, né le 3 août 1915 en Colombie-Britannique et mort le 4 novembre 2006, est un politicien canadien de la Première Nation des Nisga'a. Il a été élu à l'Assemblée législative de la Colombie-Britannique en 1949. Il était un chef héréditaire de la maison des Wisinxbiltkw des Gispwudwada (en). Il a été nommé officier de l'Ordre du Canada en 1987 et nommé membre l'Ordre de la Colombie-Britannique en 2004.

## Annexe